# Rudolf Nehmer
Rudolf Nehmer (* 19. Mai 1912 in Bobersberg; † 12. Juli 1983 in Dresden) war ein deutscher Maler und Grafiker.

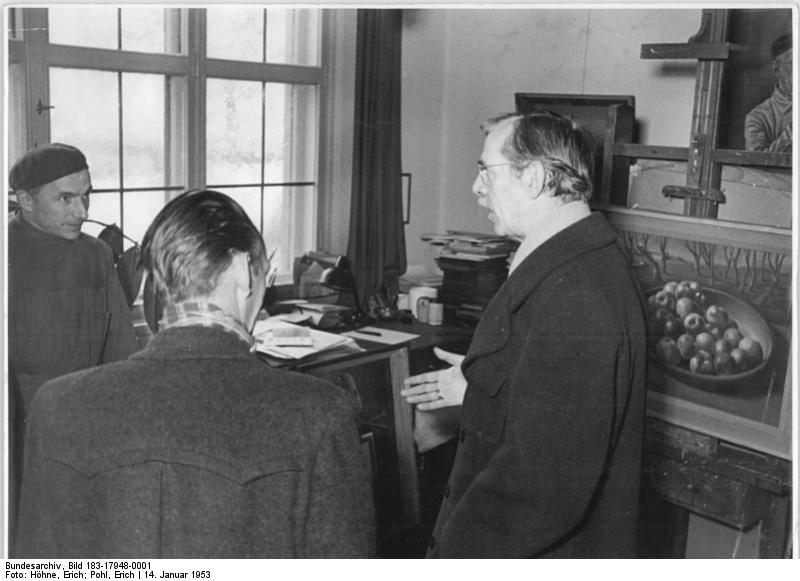
Rudolf Nehmer (ganz links) 1953 in seinem Atelier im Gespräch mit Otto Nagel

## Leben

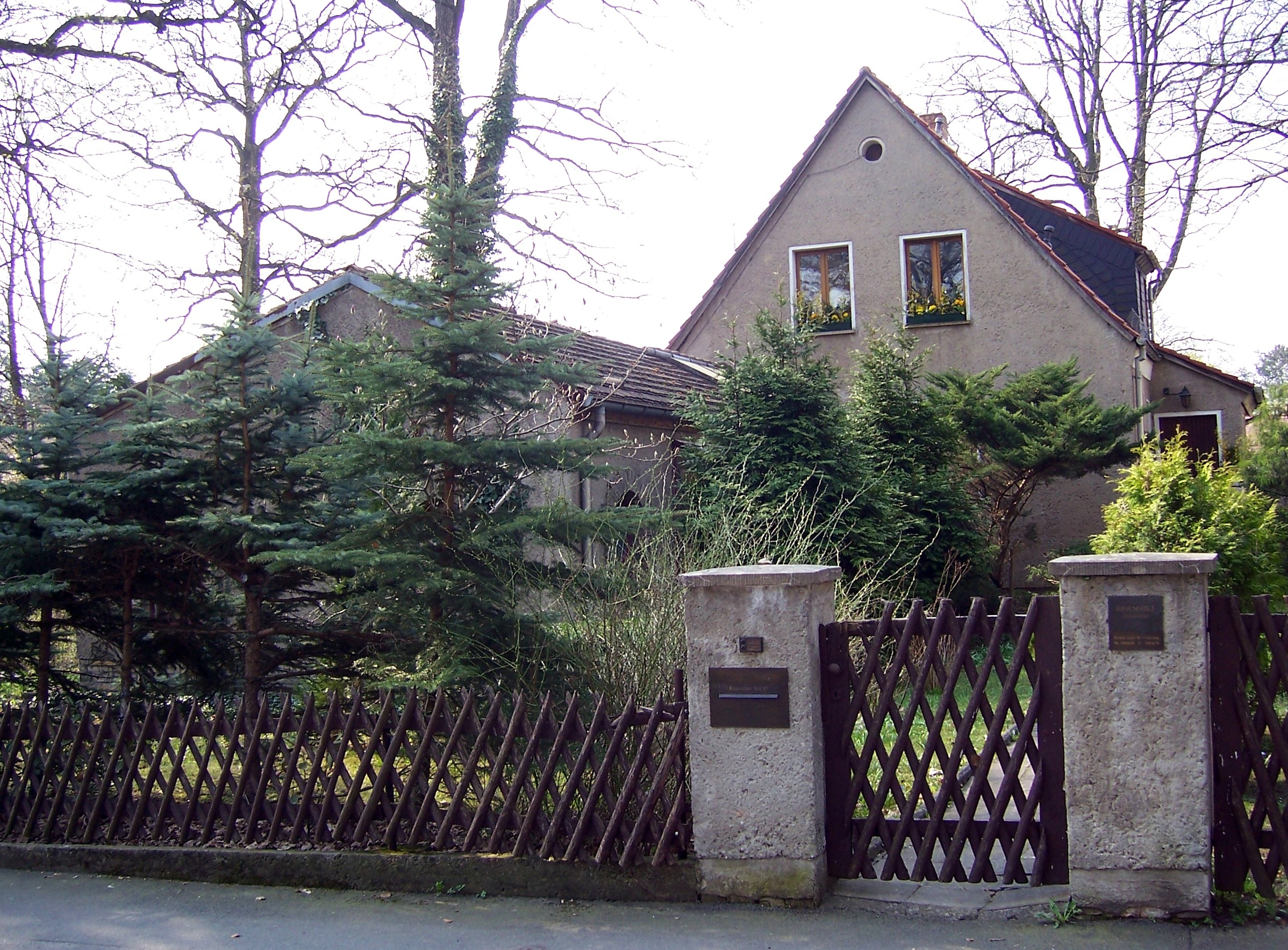
Haus Rostocker Straße 17 in Dresden-Klotzsche, ab 1964 Wohnhaus Rudolf Nehmers

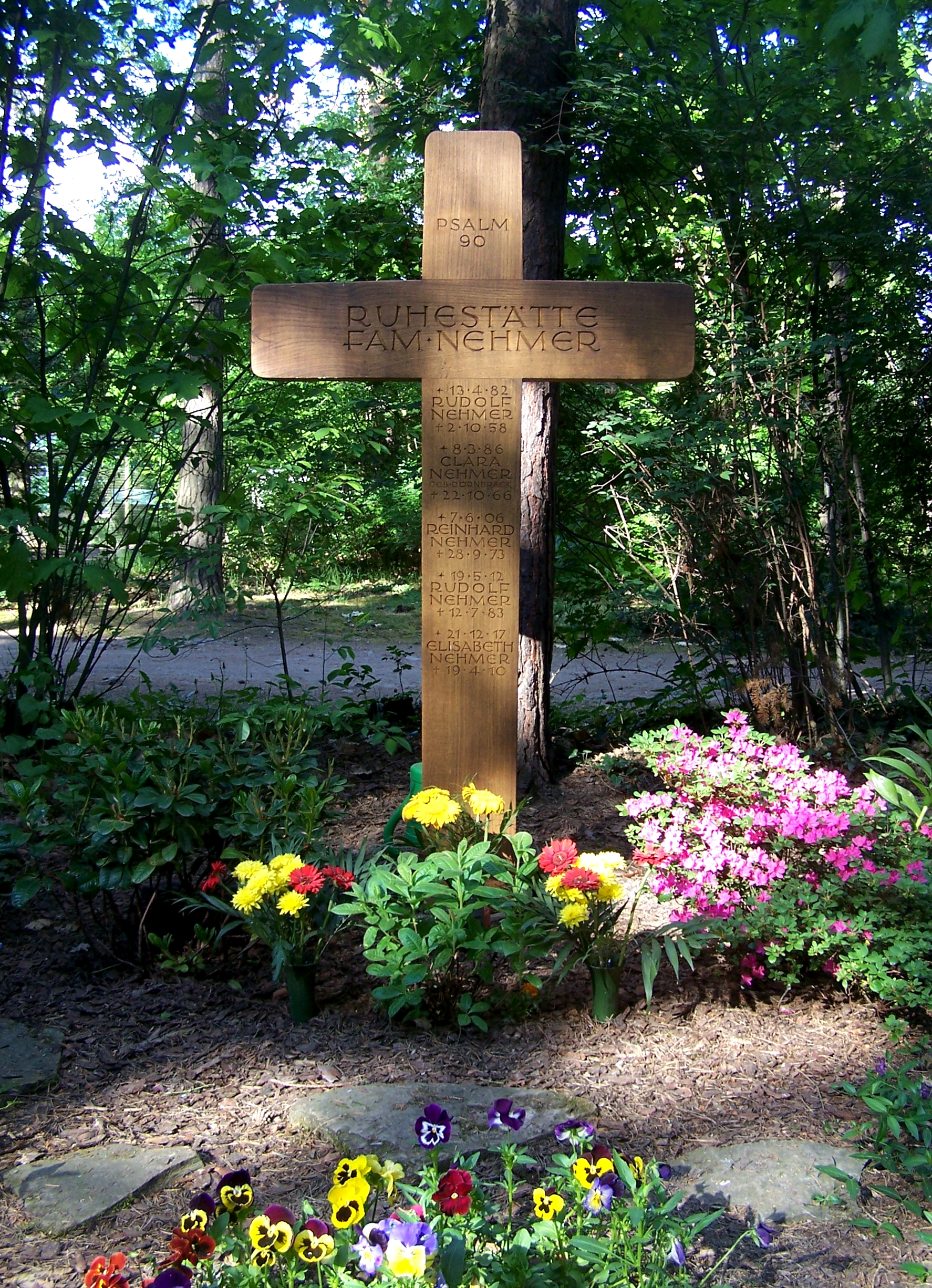
Grab Nehmers auf dem Heidefriedhof

Nehmer kam 1912 als drittes von vier Kindern eines Küfermeisters in Bobersberg zur Welt. Er besuchte die Volksschule, wo er sein Interesse am Malen entwickelte, und ging 1928 zunächst nach Berlin, wo er sich zum Maler ausbilden lassen wollte. Ihm fehlten jedoch die materiellen Voraussetzungen dafür.
In Dresden fand er 1932 Förderer, darunter Kurt Hängekorb und Hans-Ludwig Sierks, die ihm ein Kunststudium als Werkstudent vermittelten. Nehmer studierte von 1932 bis 1934 an der privaten, von Ernst Oskar Simonson-Castelli (1864–1929) gegründeten, Akademie für Zeichnen und Malen bei Woldemar Winkler und bis 1936 als Privatschüler im Atelier von Willy Kriegel, nachdem er zwischenzeitlich kurz die Kunstakademie Dresden besucht hatte.
In der Zeit des Nationalsozialismus war Nehmer Mitglied der Reichskammer der bildenden Künste. Für diese Zeit ist seine Teilnahme an 14 großen Ausstellungen sicher belegt, darunter 1938 mit einem Selbstbildnis auf der Großen Deutschen Kunstausstellung in München und 1943 in Dresden in Soldat und Künstler. 1935 wurden Nehmers Holzschnitte zu religiösen Themen, Sprichwörtern und Volksweisheiten in der Galerie Kühl ausgestellt.
1938 verbrachte Nehmer ein Jahr in Norddeutschland, vor allem in Worpswede, wo er jedoch künstlerisch nicht Fuß fassen konnte. Zurück in Dresden heiratete er 1939 eine Tochter des Physikers Wilhelm Hallwachs. Während des Zweiten Weltkriegs diente Nehmer ab 1941 als Soldat an der Westfront und in Dänemark, wurde verwundet und kehrte nach kurzer Zeit in britischer Kriegsgefangenschaft im August 1945 nach Dresden zurück.
Schon 1945 wurde im Grünen Haus eine Gesamtausstellung seiner Gemälde und Holzschnitte gezeigt. Nehmer war 1947 Mitbegründer der Künstlergruppe Das Ufer – Gruppe 1947, aus der er 1949 ausschied, und wurde 1951 Gründungs- und Vorstandsmitglied der Künstlergenossenschaft Kunst der Zeit. Ebenfalls 1951 heiratete Nehmer zum zweiten Mal; der Ehe entstammten eine Tochter und ein Sohn.
Nehmer arbeitete vor dem Krieg in seinem Atelier in der Neuländer Straße, das auch zum Treffpunkt Dresdner Künstler wie Willy Wolff und Hans Jüchser wurde. Nach Ende des Zweiten Weltkriegs wurde das Atelier von den sowjetischen Besatzern als Kommandantur genutzt, wobei zahlreiche Frühwerke Nehmers verloren gingen. Nehmer lebte und arbeitete ab 1953 in einer Wohnung in der Lenbachstraße 8; ab 1964 lebte die Familie im Haus Rostocker Straße 17 in Dresden-Klotzsche.
Nehmer hatte 1958 einen Studienaufenthalt in der Maschinen-Traktoren-Station in Lohmen absolviert und gründete im Zusammenhang mit einem Werkvertrag mit dem VEB Fahrzeugelektrik in Pirna-Copitz 1963 einen Mal- und Zeichenzirkel, der die Auszeichnung „Hervorragendes Volkskunstkollektiv“ erhielt.
Nehmer hatte in der DDR eine bedeutende Zahl von Einzelausstellungen und Ausstellungsbeteiligungen, u. a. 1958, 1962/1963, 1972/1973, 1982/1983 und 1987/1988 auf der Vierten und Fünften Deutschen Kunstausstellungen und der IX. und X. Kunstausstellung der DDR in Dresden und 1972 in der Galerie Neue Meister eine Retrospektive anlässlich seines 60. Geburtstages.
Nehmer verband eine lebenslange enge Freundschaft mit Erich Lindenau.
Nehmer starb nach kurzer, schwerer Krankheit und wurde auf dem Heidefriedhof beigesetzt.

## Darstellung Nehmers in der bildenden Kunst
- Helmut Heinze: Porträt Rudolf Nehmer (Skulptur, Gips getönt; um 1957)[8]

- Gustav Schmidt: Porträtkopf des Malers Rudolf Nehmer (Skulptur, Zement; 1952)[9]

## Wirken
Nehmers Gesamtwerk gliedert sich hauptsächlich in Stillleben und Porträts in Öl sowie Grafiken, darunter vor allem Holzschnitte. Er schuf auch Landschafts- und religiöse Bilder, zudem sind Zeichnungen in Aquarell, mit Feder und Bleistift überliefert. Nehmer war auch als Illustrator, Glasmaler, Bildhauer und Kunsthandwerker tätig.

### Porträts

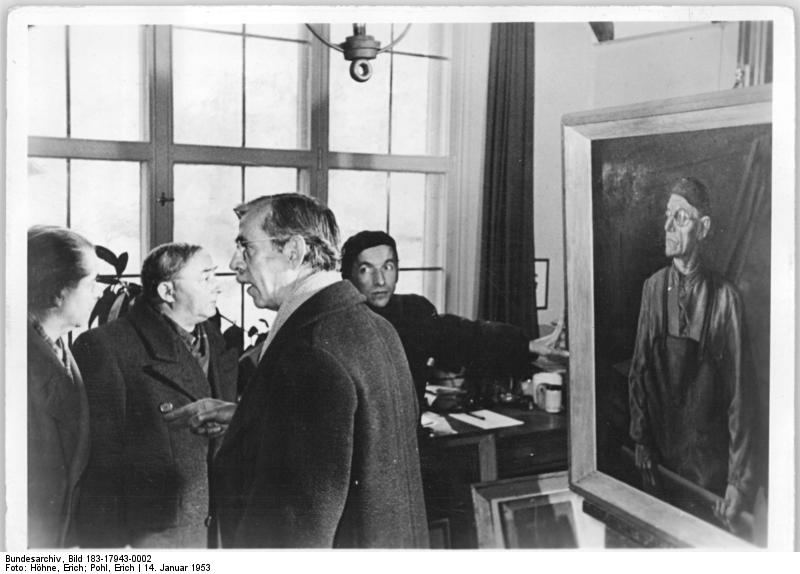
Nehmer neben seinem Werk Der Schmiedemeister aus dem Jahr 1948

Zentral in Nehmers Gesamtwerk sind Porträts, wobei Nehmer neben dem Kopf auch die Darstellung der Hände wichtig war – „Gesicht und Hände eines zu malenden Gegenübers können wie großartige Bücher zu lesen sein“, schrieb Nehmer Ende der 1950er-Jahre. Es entstanden mit den Bildern auch immer Psychogramme der Abgebildeten, da Nehmer das Porträtieren als „Wesensdeutung des Menschen“ ansah. Mehrfach schuf Nehmer Selbstporträts, zuletzt 1973 das Werk Der Maler.
Nehmer schuf seine Porträts teilweise aus eigenem Interesse und teilweise im privaten oder öffentlichen Auftrag. Er porträtierte unter anderem die Rektoren der Technischen Universität Dresden, darunter 1971 Arthur Simon und den Galeristen Heinrich Kühl (1886–1965). 1952 porträtierte er Herbert Böhme, den „Retter von Meißen“ für den Meißner Dom. Im Dezember 2024 wurde festgestellt, dass das Porträt und die Widmungstafel sich nicht mehr an ihrem Platz im Museum des Meißner Domes befinden.
Neben Einzel- entstanden auch Gruppen- und Familienporträts. Öffentliche Aufträge umfassten zudem Arbeiten für Kirchen, darunter 1956 das Altarbild Unterm Kreutz für die Dorfkirche Meichow und 1958 das dreiteilige Altarbild Letztes Abendmahl für die Kirche Grabow.

### Stillleben
Nehmer malte eine Vielzahl an Stillleben, darunter häufig Kompositionen mit Blumen, Obst, Gemüse sowie weiteren Nahrungsmitteln (unter anderem Brot und Räucherfisch), aber auch Masken. Seine Kompositionen bilden dabei nie bloß die Wirklichkeit ab. Vielmehr nutzte Nehmer in seinen Stillleben die Möglichkeit der vieldeutigen Anspielung und metaphorischen Komposition. Überlieferte Stillleben Nehmers reichen bis in die frühen 1930er-Jahre zurück.

### Grafik
Nehmer schuf ab den 1930er-Jahren Druckgrafiken, wobei er sich das Wissen um die Technik autodidaktisch aneignete. Grafiken entstanden in der Regel mit Holzstöcken, selten durch Metallschnitt. Für seine Folge Graphische Denkmale, in der Nehmer Persönlichkeiten wie Mahatma Gandhi und Max Planck porträtierte, verwendete er erstmals Linolschnitte.
Zahlreiche Grafiken entstanden im Rahmen von Zyklen, darunter für die Folgen Bauern, Alte Sprüchworte und Freund Hein. Bereits 1951 waren Holzschnitte zur Bergpredigt, einer 1948 entstandenen Holzschnittfolge, als Buch bei der Evangelischen Verlagsanstalt herausgekommen. Mit Holzschnitten zum Evangelium hatte sich Nehmer bereits ab 1935 beschäftigt.
Zu den Druckgrafiken, die Nehmer im Auftrag schuf, zählten Exlibris. Nehmer betrachtete die Grafik als „geeignetste Gestaltungsmöglichkeit für den Künstler, der mit ihren Mitteln und seinen Möglichkeiten viele Mitmenschen ansprechen möchte“.

### Stil und Technik
Nehmers Malweise wies zu Beginn spätimpressionistische Züge auf; in Porträts, die während der Studienzeit entstanden, probierte sich Nehmer zudem in expressionistischen Ausdrucksformen. Nehmer arbeitete zu Beginn in Öl auf Leinwand, später jedoch nahezu ausschließlich in Öl auf Holz.
Schon 1959 wurde festgestellt, dass Nehmer im Gesamtwerk „durch technische Vollkommenheit und absolute Sauberkeit seiner Arbeiten [erfreut]“. Bildnisse Nehmers sind gekennzeichnet durch eine klare, ernste Sachlichkeit, auch wenn die Zuordnung seiner Werke zur Neuen Sachlichkeit als unzutreffend bezeichnet wurde. Nehmer „erwuchs […] in seinem Schaffen aus den altmeisterlichen Techniken der Neuen Sachlichkeit“, pflegte jedoch die „künstlerische Sprache des ‚neuen Naturalismus‘“. Die scheinbar leichte Verständlichkeit der Bilder sei nur oberflächlich, differenziere sich jedoch bei genauerer Betrachtung. Stillleben Nehmers seien bedeutungsschwer und „von ungewöhnlich hoher Farbkultur“. In seinen Grafiken zeige Nehmer Humor und tiefe Menschlichkeit.

## Ehrungen
- 1962: Martin-Andersen-Nexö-Kunstpreis der Stadt Dresden
- 1969: Grafik-Preis der CDU (3. Preis für Zyklen) für die Holzschnittentwürfe Ein notwendiges Gespräch
- 1977: Kunstpreis der DDR
- 1983: Verdienstmedaille der DDR
- 1983: Otto-Nuschke-Ehrenzeichen in Silber
- 1983: Deutsche Friedensmedaille des Friedensrats der DDR in Silber
- 1983: Johannes-R.-Becher-Medaille in Bronze
- Benennung einer Straße in Dresden-Klotzsche nach Nehmer

## Öffentliche Sammlungen mit Werken Nehmers (unvollständig)
- Altenburg/Thür.: Lindenau-Museum
- Berlin: Nationalgalerie
- Dresden: Galerie Neue Meister[23]
- Dresden: Kupferstichkabinett[23]
- Dresden: Sächsischer Kunstfonds[23]
- Dresden: Stadtmuseum Dresden
- Dresden: Museum für Sächsische Volkskunst[23]
- Grimma: Kreismuseum Grimma[24]
- Frankfurt/Oder: Städtisches Museum Viadrina
- Halle/Saale: Kunstmuseum Moritzburg

## Werke (Auswahl)
- 1946: Drei Fliegenpilze – Stillleben, Öl auf Holz, Privatbesitz
- 1945: Freund Hein – Holzschnittfolge
- 1945: Alte Sprüchworte – Holzschnittfolge
- 1946: Selbstbildnis „46“ – Selbstporträt, Öl auf Holz, Städtische Museen Junge Kunst und Viadrina, Frankfurt an der Oder
- 1946: Bauern – Holzschnittfolge
- 1946 Rüben im Regen – Öl auf Sperrholz; Nationalgalerie Berlin[25]
- 1947: Selbstbildnis mit Holzschnittwerkzeugen – Porträt, Öl auf Holz, Nachlass
- 1947: Natur und Menschenwerk – Stillleben, Öl auf Holz, Evangelisch-Reformierte Gemeinde Dresden
- 1948: Der Schmiedemeister – Porträt, Öl auf Holz, Leibniz-Institut für Festkörper- und Werkstoffforschung Dresden
- 1948: Die Bergpredigt – Holzschnittfolge
- 1952: Doppelbildnis Willy Wolff, Annemarie Balden-Wolff – Porträt, Öl auf Holz, Stadtmuseum Dresden
- 1954: Bildnis Heinrich Klein – Porträt, Öl auf Holz, Stadtmuseum Dresden
- 1956: Der weiße Krug – Stillleben, Öl auf Holz, Stadtmuseum Dresden
- 1956: Gelbe Iris – Stillleben, Öl auf Holz, Galerie Neue Meister, Staatliche Kunstsammlungen Dresden
- 1957: Der Maler Fritz Tröger – Porträt, Öl auf Holz, Lindenau-Museum Altenberg
- 1957: Scherzo – Stillleben, Öl auf Holz, Lindenau-Museum Altenberg
- 1957: Heiterer Herbst – Stillleben, Öl auf Holz, Staatliche Galerie Moritzburg in Halle an der Saale
- 1958: Bildnis Hans Grundig – Porträt, Öl auf Holz, Galerie Neue Meister, Staatliche Kunstsammlungen Dresden
- 1958–1959: Graphische Denkmale – Linolschnittfolge
- 1960: CDU-Vorsitzender Otto Nuschke – Öl[26]
- 1964: Nachbars Gelber Kater – Stillleben, Öl auf Holz, Städtische Galerie Eisenhüttenstadt
- 1967: Gundula im Winter – Porträt, Öl auf Holz, Galerie Neue Meister, Staatliche Kunstsammlungen Dresden
- 1970: Staatsschauspieler Rolf Hoppe – Porträt, Öl auf Holz, Städtische Galerie Eisenhüttenstadt
- 1971: Orbis pictus – Stillleben, Öl auf Holz, Galerie Neue Meister, Staatliche Kunstsammlungen Dresden
- 1973: Der Junge und die Alten – Stillleben, Öl auf Holz, Privatbesitz
- 1973: Natur und Kunst – Stillleben, Öl auf Holz, Galerie Neue Meister, Staatliche Kunstsammlungen Dresden
- 1975: Masken – Stillleben, Öl auf Holz, Nachlass
- 1981: Der Verlorene – Stillleben, Öl auf Holz, Privatbesitz
- 1981: Appell der Flaschenbirnen – Stillleben, Öl auf Holz, Städtische Galerie Eisenhüttenstadt
- 1983: Letzte Ernte – Stillleben, Öl auf Holz, Nachlass

## Postume Einzelausstellungen
- 2008 Wernigerode, Kunst- und Kulturverein e. V.[27]
- 2013 Barth, Vineta-Museum[28]